# Созон Балика
Созо́н Бали́ка (? — 1629) — діяч київського магістрату часів Речі Посполитої, війт Києва в 1628—1629 роках.

## Життєпис
Походив з патриціанської київської родини Балик. Син Яцька Балики, війта Києва. Замолоду опікувався родинними купецькими справами, зумівши значно збільшити статки. Мешкав на Подолі, на вулиці Свято-Духівській. У 1611 році разом з братом Олександром вів судовий процес зі своїми небогами Феодорою та Люцією, опікунами яких вони були, щодо спадку їх батька Федора Митковського (справа затяглася до 1618 року).
1611 року обирається бурмистром. У 1612 році разом з братами Олександром і Богданом брав участь у військових походах на Московське царство у військах Станіслава Жолкевського. Пережив облогу Кремля Другим ополченням. Зміг повернутися до Києва, не потрапивши в полон.
У 1613 році призначається дозорцем (наглядачем над роботами) з відновлення Успенської церкви. Безпосередньо роботами керував його зять — архітектор Себастьян Брачі. Поряд з церквою мав великий «плац», що отримав назву Созонівського.
У 1615 році був одним з ініціаторів заснування Київського Богоявленського братства. Надалі активно брав участь у його розбудові, утворенні братської школи. 1617 року перейняв від жидів-орендарів право на збір мита у Київському воєводстві (зумів збільшити розмір з 1000 до 1200 польських злотих). У 1619 році отримав підтвердження від воєводи Томаша Замойського. Водночас звернувся до останнього з проханням убезпечити його від дій шотландського купця Олександра Бохена, орендаря чернігівських лісів, який кілька місяців, торгуючи в Києві без сплати належного мита, завдав йому значних збитків. 3 липня 1621 року в Замості відбулося засідання по цій справі. Воєвода присудив шотландцю штраф у 600 польських злотих, але той на це не зважав і далі торгував. Завершення справи невідоме. Також постійно звертався до київського каштеляна і підвоєводи стосовно захисту майна від нападу козаків.
Водночас був відомий своїми наїздами (нападами) на сусідів, внаслідок чого на Балику постійно подавали до гродського суду. Так, 1618 року Созон Балика напад на землі городничого С. Вугір, виловив з озера Днеприще у Висловицькому ґрунті, завдавши збитків на 500 польських злотих.
У 1625 році вимушений був разом з війтом Федором Ходикою виконувати доручення щодо закриття церков. Їх було заарештовано козаками, проте Балика зумів врятуватися. У 1628 році після смерті війта Артема Конашковича обирається новим очільником Києва. Відповідний привілей короля Сигізмунда III надано 25 лютого того ж року. Дотримувався дружніх стосунків з каштелянами і воєводами. Влітку 1628 року разом із замковим намісником Мартином Климовичем напав і пограбував московських купців.
Помер у лютому 1629 року. Новим війтом став Іван Євсейович.

## Родина
- Петро, райця 1633 року
- Леонтій
- донька, дружина Себастьяна Брачі